# Norridgewock

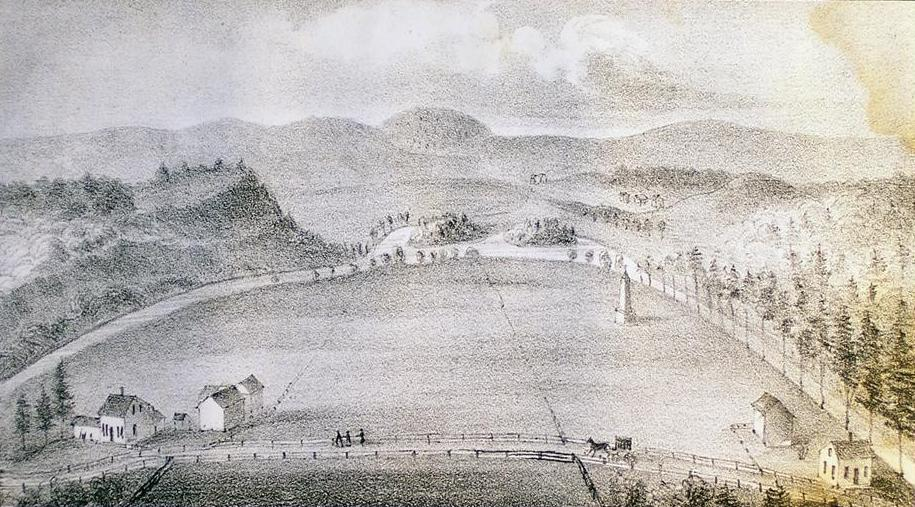
"View of Old Point from the Hill" tratto da The History of Norridgewock di William Allen, pubblicato nel 1849 da Edward J. Peet. Old Point è il punto in cui sorgeva il villaggio indiano di Norridgewock

Norridgewock fu il nome sia di un villaggio indiano sia di una banda di nativi americani/prime nazioni Abenachi ("Popolo dell'alba"), una tribù orientale Algonchina di Stati Uniti e Canada. La tribù occupava un'area del Maine lungo il confine dell'Acadia, situata sulla riva occidentale del fiume Kennebec. Un tempo parte della città di Norridgewock, il villaggio indiano si chiama oggi Old Point e fa parte di Madison.

## Villaggio di Norridgewock
Norridgewock è una derivazione del termine Nanrantsouak che significa "Popolo dell'acqua ferma tra le rapide". Il loro principale accampamento, chiamato anch'esso Norridgewock, si trovava su un pianoro lungo un'ampia ansa del fiume Kennebec, dalla parte opposta alla confluenza con il fiume Sandy. Uno scritto del 1716 del soldato e ispettore Joseph Heath descrive il villaggio indiano come una fortezza quadrata circondata da una palizzata di 3 metri, di 50 metri di lato con una porta al centro. Le mura erano rivolte verso i principali punti cardinali. Due strade univano le porte, formando un quadrato al centro. La palizzata racchiudeva 26 edifici "costruiti in stile inglese", probabilmente in legno. Canoe erano ormeggiate lungo il fiume, anche se le pagaie erano conservate negli edifici. I campi vicini venivano tenuti puliti per la coltivazione di mais, frumento, fagioli, zucche e squash. Due volte l'anno, in estate ed in inverno, la tribù passava alcuni mesi lungo la costa a pescare pesci, foche, vongole, ostriche e volatili.
I francesi volevano controllare Kennebec perché forniva una potenziale rotta per invadere Quebec (come Benedict Arnold avrebbe poi dimostrato nel 1775). Gli inglesi volevano il fiume St. George perché ne avevano le carte, a prescindere dal fatto che i sachem che le avevano firmate credevano spesso di star concedendo il diritto di utilizzo della terra per caccia, pesca o semplicemente per il passaggio. I sachem non avevano il diritto di vendere, sostennero i francesi, dato che il territorio Abenachi apparteneva all'intera tribù. Dato che Inghilterra e Francia avevano stipulato la pace, la Nuova Francia non avrebbe potuto agire contro gli insediamenti (in particolare le fortificazioni) nelle regioni contese. Il governo francese decise di coinvolgere segretamente gli indiani, guidati dai missionari gesuiti francesi, per ostacolare l'espansione della sovranità inglese. I missionari leali alla chiesa ed al re furono inseriti nelle tribù Abenachi stanziate sui fiumi Penobscot, Saint Croix e Saint John, ma il villaggio di Norridgewock fu considerato l'avanguardia di Quebec.
Padre Sébastien Rale (scritto anche Rasle) giunse nel 1694 a Norridgewock per fondare una missione gesuita. Si crede che la sua scuola sia stata la prima in Maine. Costruì una cappella fatta di corteccia nel 1698, e nonostante i dubbi degli uomini di medicina, convertirono molti abitanti alla religione cattolica. Bruciata nel 1705, la cappella fu sostituita con una chiesa completata nell'autunno del 1720. Si trovava 20 passi fuori dalla porta orientale e misurava 18 per 7,5 metri, con un soffitto posto a 6 metri. Quaranta giovani Abenachi in abito talare e cotta facevano da accolito. In una lettera del 1722 diretta a John Goffe la chiesa viene descritta da Johnson Harmon e Joseph Heath come: "...un grosso bell'edificio in legno ornato con molte immagini ed oggetti che piacevano agli indiani..."
Capace di parlare fluentemente la lingua abenachi, padre Rale si interessò degli affari degli indiani. La sua "straordinaria influenza sulle loro menti" fece nascere il sospetto che stesse incitandone l'ostilità nei confronti dei protestanti britannici, considerati da lui eretici.

## Guerra di Re Guglielmo

### Razzie sul fiume Oyster
Durante la guerra di Re Guglielmo, il 18 luglio 1694 il soldato francese Claude-Sébastien de Villieu con circa 250 Abenachi di Norridgewock comandati dal sachem Bomazeen (o Bomoseen) attaccarono l'insediamento britannico di Durham (New Hampshire) nel cosiddetto "massacro del fiume Oyster". In tutto i francesi ed i nativi uccisero 45 abitanti e presero 49 prigionieri, bruciando metà degli edifici comprese le sei guarnigioni. Distrussero anche i raccolti ed uccisero il bestiame provocando carestia e miseria per i sopravvissuti.

## Guerra della Regina Anna

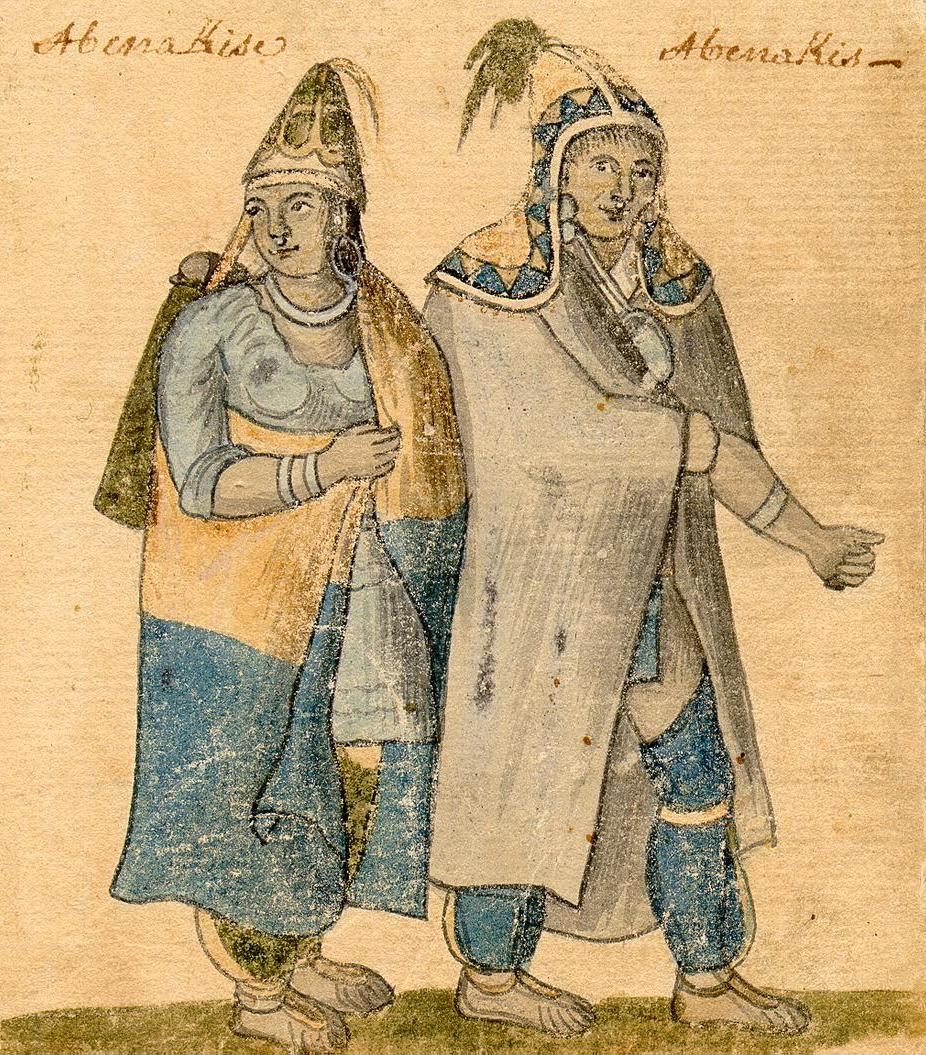
Coppia Abenachi

Quando scoppiò la guerra della Regina Anna Nuova Francia e Nuova Inghilterra ripresero i combattimenti lungo il confine tra Nuova Inghilterra ed Acadia. Il governatore del Massachusetts Joseph Dudley organizzò una riunione con i rappresentanti delle tribù nel 1703 per proporre loro di restare neutrali. Al contrario i Norridgewock ad agosto si allearono all'esercito franco-indiano comandato da Alexandre Leneuf de Beaubassin ed attaccarono Wells durante la campagna costiera del nordest. Padre Rale fu sospettato di aver incitato la tribù allo scontro con gli inglesi a causa delle loro fortificazioni in terra Abenachi (tanto pericolose per Quebec), ma anche perché erano protestanti e quindi eretici. Il governatore Dudley mise una taglia sulla sua testa. Nell'inverno del 1705 275 soldati britannici comandati dal colonnello Winthrop Hilton partirono per catturare Rale e saccheggiare il villaggio. Avvisato in tempo, il missionario fuggì nel bosco con le proprie carte ma le milizie bruciarono il villaggio e la chiesa.

### Razzie a Wells (1703)
Durante la campagna costiera nordorientale del 1703, 500 indiani tra cui i Norridgewock ed alcuni francesi comandati da Alexandre Leneuf de Beaubassin razziarono Wells il 10 e 11 agosto 1703.

### Razzie a Norridgewock (1705)
Per rappresaglia fu messa una taglia su padre Rale. Trovando il villaggio deserto nell'inverno del 1705 dato che gli abitanti erano stati avvisati, il colonnello Winthrop Hilton ordinò ai 275 soldati di dare alle fiamme il villaggio e la chiesa.
Col trattato di Utrecht ed il trattato di Portsmouth (1713) fu ristabilita la pace tra Francia e Inghilterra. Secondo il trattato i francesi avrebbero consegnato l'Acadia agli inglesi. Il confine dell'Acadia rimase contestato. Le due nazioni non trovarono un accordo, per cui il confine tra Québec e Massachusetts rimase dubbio fino al trattato di Parigi del 1763.
Nel 1713 i Norridgewock firmarono una pace con gli inglesi grazie al trattato di Portsmouth ed accettarono la creazione di trading post inglesi sul loro territorio. Le pelli di castoro e di altri animali potevano essere scambiate in cambio di beni dopo uno o due giorni di viaggio, mentre risalire fino a Quebec lungo il Kennebec, a causa delle rapide, richiedeva oltre 15 giorni.

## Guerra di padre Rale

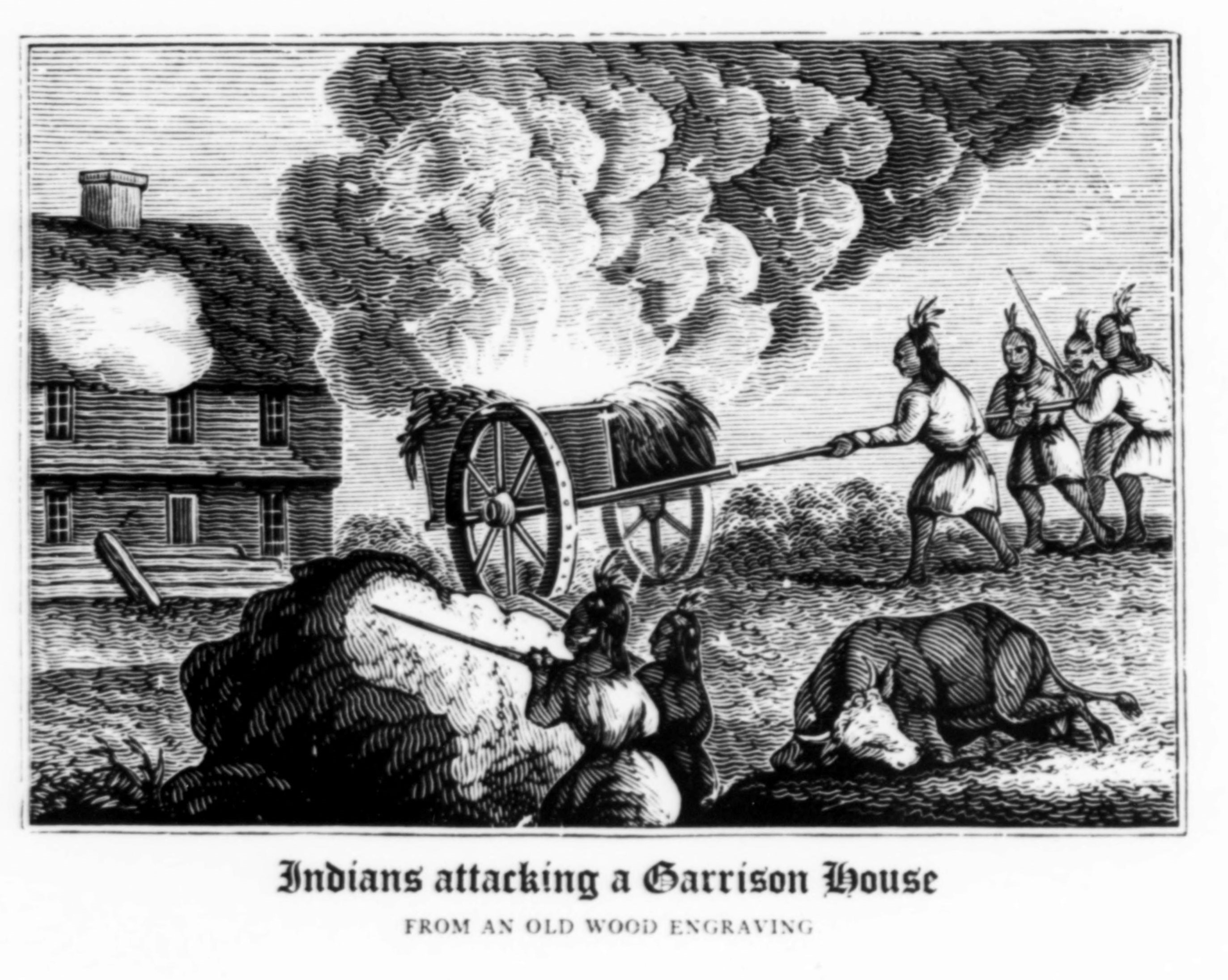
Un attacco incendiario

L'accettazione degli inglesi diminuì quando Rale istigò la tribù contro le case e fortezze che seguirono le trading post. Spiegò agli Abenachi che il loro territorio avrebbe dovuto essere conservato per i loro figli. Il 28 luglio 1721 250 Abenachi su 90 canoe consegnarono una lettera indirizzata al governatore Samuel Shute a Georgetown, chiedendo che i coloni inglesi abbandonassero le terre Abenachi. In caso contrario sarebbero stati uccisi e gli insediamenti distrutti.

### Razzie a Norridgewock (1722)
Per rappresaglia Norridgewock fu razziata nel gennaio 1722 dai 300 soldati del colonnello Thomas Westbrook. Trovarono il villaggio deserto con le porte spalancate. La tribù era fuori a caccia. I soldati cercarono Rale ma trovarono solo le sue carte, comprese le lettere ricevute dal governatore della Nuova Francia Vaudreuil che gli promettevano munizioni per le incursioni Abenachi contro gli inglesi. La tribù si vendicò per l'invasione attaccando gli insediamenti sul Kennebec e bruciando Brunswick il 13 giugno 1722. Ad alcune razzie partecipò anche Rale. Il 25 luglio 1722 il governatore del Massachusetts Samuel Shute dichiarò guerra agli indiani dell'est.

### Battaglia di Norridgewock (1724)

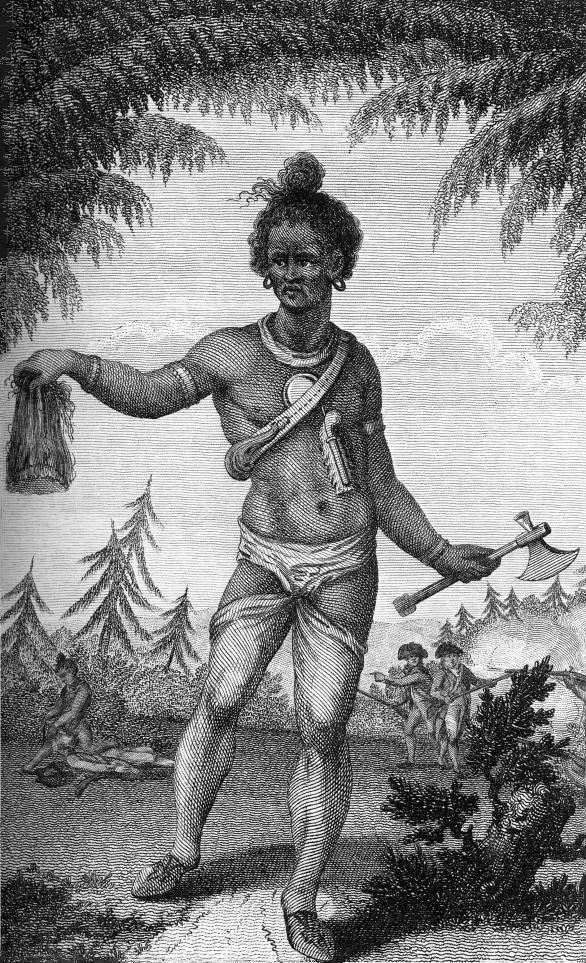
Guerriero indiano con uno scalpo

Durante la guerra di padre Rale, verso le 15:00 del 23 agosto 1724, le truppe inglesi attaccarono Norridgewock per l'ultima volta. Un gruppo di 208 soldati era partito da Fort Richmond (oggi Richmond) e si divise lasciando solo 80 soldati compresi 3 Mohawk con il capitano Jeremiah Moulton. La milizia si avvicinò furtivamente al villaggio, che in quel periodo non disponeva più di una palizzata. Uno stupito indiano uscito da un edificio lanciò il grido di battaglia, prima di sfrecciare nuovamente all'interno con il proprio moschetto. Donne urlanti e bambini corsero fuori dalle case per attraversare il fiume a nuoto o tramite il guado e fuggire nei boschi. Nella confusione circa 60 coraggiosi fecero fuoco selvaggiamente ma con scarsi risultati. A questo punto il reggimento, a cui era stato ordinato di non fare fuoco prima del nemico, iniziò a sparare. I guerrieri spararono e fuggirono oltre il fiume, lasciando 26 cadaveri e 14 feriti. Bomazeen (o Bomaseen), il sachem che con Sebastien de Villieu aveva portato 250 Abenachi a Durham (New Hampshire) il 18 luglio 1694 per il massacro del fiume Oyster, fu colpito mentre guadava il Kennebec in un punto poi chiamato Bomazeen Rips (Bomazeen Giace). Da una capanna il vecchio capo Mogg sparò ad uno dei Mohawk e poi subì la vendetta del fratello. Nel frattempo da un'altra capanna padre Rale stava sparando ai soldati. Rifiutando di arrendersi, fu colpito alla testa mentre ricaricava l'arma.
Gli scalpi dei morti furono raccolti per poter incassare le taglie a Boston. I soldati saccheggiarono 0,480 m³ di polvere da sparo oltre ad alcune armi, coperte e pentole prima di fare ritorno alla navi a Taconic Falls. Uno dei Mohawk, di nome Christian, rimase indietro per dare alle fiamme il villaggio e la chiesa prima di riunirsi alla milizia. I 150 sopravvissuti di Norridgewock tornarono il giorno dopo per seppellire i morti. In molti abbandonarono la zona e, "in condizioni deplorevoli", si trasferirono a Saint-François e Bécancour in Québec.

## Retaggio
Il villaggio di Norridgewock è l'ambientazione della poesia del 1836 intitolata Mogg Megone, scritta da John Greenleaf Whittier. Il villaggio è diventato un National Historic Landmark ed è stato aggiunto nel 1993 ai National Register of Historic Places in 1993.